# مارتي هاوغن
مارتي هاوغن (بالإنجليزية: Marty Haugen)‏ هو ملحن أمريكي، ولد في 30 ديسمبر 1950 في وانامينغو في الولايات المتحدة.

## روابط خارجية
- مارتي هاوغن على موقع IMDb (الإنجليزية)
- مارتي هاوغن على موقع ميوزك برينز (الإنجليزية)
- مارتي هاوغن على موقع أول ميوزيك (الإنجليزية)
- مارتي هاوغن على موقع ديسكوغز (الإنجليزية)